# 潘之祥
潘之祥（？—？），字伯和，號太符，直隶徽州府婺源县桃溪人，明朝政治人物。

## 生平
生有异表，領萬曆十六年（1588年）戊子科應天鄉薦，二十六年（1598年）戊戌成進士，吏部觀政，次年授任湖广潜江县知县，廉明敏决，民稱神君。潜故卑湿，濒江水，啮岁损赋十二三，之祥筑堤障之，土滋沃而幹止永宁。潜江有猾胥在藩司者，舞文盗取潜江赋税，不可诘，祥廉知之，设计致坐以法，藩长屡檄为其脱罪，祥不为动。榷璫陈奉以矿税荼毒三楚，藩司郡守辄飞檄械系，又置榷关于潜之策口，翼以偽弁，商船所过化为虚舟。一个廣文生携家之任，伪弁诬以诱略，没收其資，沉其人。祥曰：破柱勠奸，古为何人？立系偽弁于庭，毙之杖下。陈奉怒，三下檄逮祥，祥曰：天子命吏，奴辈曷敢尔！事聞，朝议撤回陈奉。刚风劲节，誦盈三楚。萬曆四十年（1612年）内召补山西道御史，时有倡为门户之说，禁锢清流者，正人君子相率引去。祥上章抗论大臣当佐成盛治，不宜引避自全，负朝廷倚赖至意。巡视長芦盐法，持廉剔蠹，其封事有简贤能、重事权、禁影射、止開引诸碩画，为鹾政所嘉赖，语多切中时忌，萬曆四十三年（1615年）遂外迁江西藩司参议，分巡饶南九江三郡。以议损湖关税额，與巡撫不合，引疾归。时與同邑少原余公、登原汪公讲明正学，日進諸子弟课文艺，置田三十亩为馆谷資，名曰：兴贤文会。直指使者屡列荐剡，绝意不出，竟以守道終其身。生平尤篤孝友，登乡荐日，痛祖若父不及見，慟哭不自胜。母弟早世，视遗孤文伟如己子，后督学陈起龙采舆论，祀乡贤。著有《蘭臺疏草》、《居潜小录》。